# Record d'Europe de natation dames du 200 mètres 4 nages
Progression du record d'Europe de natation sportive dames pour l'épreuve du 200 mètres 4 nages en bassin de 50 et de 25 mètres.

## Bassin de 50 mètres
Seules 16 nageuses ont participé à l'évolution du record d'Europe entre 1966 et 2009.

Sur ces 16 nageuses, 10 ont été de la République démocratique allemande, 3 de l'URSS, 1 de la Hongrie, 1 autre du Royaume-Uni et enfin 1 de l'Ukraine.

Le record de Ute Geweniger de 2 min 11 s 73 effectué en 1981 aura duré 19 ans 2 mois et 15 jours avant d'être battu par Yana Klochkova en 2000.
| Temps         | Athlète           | Naissance | Âge | Nationalité        | Compétition                      | Lieu                     | Date              |
| ------------- | ----------------- | --------- | --- | ------------------ | -------------------------------- | ------------------------ | ----------------- |
| 2 min 33 s 90 | Tatjana Devjatova |           |     | Union soviétique   |                                  | Moscou                   | 13 août 1966      |
| 2 min 33 s 50 | Sabine Steinbach  |           |     | Allemagne de l'Est |                                  | Karl-Marx-Stadt          | 4 mars 1967       |
| 2 min 32 s 00 | Sabine Steinbach  |           |     | Allemagne de l'Est |                                  | Linköping                | 15 août 1967      |
| 2 min 31 s 10 | Sabine Steinbach  |           |     | Allemagne de l'Est |                                  | Leipzig                  | 8 novembre 1967   |
| 2 min 30 s 30 | Sabine Steinbach  |           |     | Allemagne de l'Est |                                  | Berlin-Est               | 10 mars 1968      |
| 2 min 30 s 10 | Larisa Zakharova  |           |     | Union soviétique   |                                  | Tallinn                  | 3 avril 1968      |
| 2 min 29 s 60 | Judit Turoczy     |           |     | Hongrie            |                                  | Budapest                 | 14 juillet 1968   |
| 2 min 27 s 50 | Martina Grunert   | 1949      | 20  | Allemagne de l'Est |                                  | Budapest                 | 23 août 1969      |
| 2 min 27 s 50 | Gabriele Wetzko   |           |     | Allemagne de l'Est |                                  | Dresde                   | 19 décembre 1971  |
| 2 min 26 s 90 | Nina Petrova      |           |     | Union soviétique   |                                  | Hanovre                  | 18 avril 1972     |
| 2 min 25 s 45 | Evelyn Stolze     | 1954      | 18  | Allemagne de l'Est | Jeux Olympiques (s)              | Munich                   | 28 août 1972      |
| 2 min 25 s 39 | Kornelia Ender    | 1958      | 14  | Allemagne de l'Est | Jeux Olympiques (s)              | Munich                   | 28 août 1972      |
| 2 min 23 s 59 | Kornelia Ender    | 1958      | 14  | Allemagne de l'Est | Jeux Olympiques (f)              | Munich                   | 28 août 1972      |
| 2 min 23 s 01 | Kornelia Ender    | 1958      | 15  | Allemagne de l'Est |                                  | Berlin-Est               | 13 avril 1973     |
| 2 min 20 s 51 | Andrea Hübner     | 1957      | 16  | Allemagne de l'Est | Championnats du monde (f)        | Belgrade                 | 4 septembre 1973  |
| 2 min 18 s 97 | Ulrike Tauber     | 1958      | 16  | Allemagne de l'Est | Championnats d'Europe            | Vienne                   | 18 août 1974      |
| 2 min 18 s 83 | Ulrike Tauber     | 1958      | 17  | Allemagne de l'Est |                                  | Wittemberg               | 10 juin 1975      |
| 2 min 18 s 30 | Ulrike Tauber     | 1958      | 18  | Allemagne de l'Est |                                  | Tallinn                  | 12 mars 1976      |
| 2 min 17 s 14 | Kornelia Ender    | 1958      | 18  | Allemagne de l'Est |                                  | Berlin-Est               | 5 juin 1976       |
| 2 min 16 s 96 | Ulrike Tauber     | 1958      | 19  | Allemagne de l'Est |                                  | Leipzig                  | 10 juillet 1977   |
| 2 min 15 s 95 | Ulrike Tauber     | 1958      | 19  | Allemagne de l'Est | Championnats d'Europe            | Jönköping                | 20 août 1977      |
| 2 min 15 s 85 | Ulrike Tauber     | 1958      | 19  | Allemagne de l'Est |                                  | Berlin-Est               | 28 août 1977      |
| 2 min 15 s 75 | Petra Schneider   | 1963      | 16  | Allemagne de l'Est |                                  | Hambourg                 | 18 mars 1979      |
| 2 min 14 s 51 | Petra Schneider   | 1963      | 16  | Allemagne de l'Est |                                  | Brandebourg-sur-la-Havel | 5 août 1979       |
| 2 min 13 s 94 | Petra Schneider   | 1963      | 17  | Allemagne de l'Est |                                  | Berlin-Est               | 27 février 1980   |
| 2 min 13 s 00 | Petra Schneider   | 1963      | 17  | Allemagne de l'Est |                                  | Magdebourg               | 24 mai 1980       |
| 2 min 11 s 73 | Ute Geweniger     | 1964      | 17  | Allemagne de l'Est |                                  | Berlin-Est               | 4 juillet 1981    |
| 2 min 10 s 68 | Yana Klochkova    | 1982      | 18  | Ukraine            | Jeux olympiques                  | Sydney                   | 19 septembre 2000 |
| 2 min 09 s 59 | Hannah Miley      | 1989      | 20  | Royaume-Uni        | Championnats du Royaume-Uni 2009 | Sheffield                | 17 mars 2009      |
| 2 min 09 s 37 | Camille Muffat    | 1989      | 20  | France             | Championnats de France (f)       | Montpellier              | 26 avril 2009     |
| 2 min 09 s 12 | Katinka Hosszú    | 1989      | 20  | Hongrie            | Championnats du monde (s)        | Rome                     | 26 juillet 2009   |
| 2 min 07 s 46 | Katinka Hosszú    | 1989      | 20  | Hongrie            | Championnats du monde (f)        | Rome                     | 27 juillet 2009   |
| 2 min 07 s 30 | Katinka Hosszú    | 1989      | 26  | Hongrie            | Championnats du monde            | Kazan                    | 2 août 2015       |
| 2 min 06 s 84 | Katinka Hosszú    | 1989      | 26  | Hongrie            | Championnats du monde            | Kazan                    | 2 août 2015       |
| 2 min 06 s 12 | Katinka Hosszú    | 1989      | 26  | Hongrie            | Championnats du monde (f)        | Kazan                    | 3 août 2015       |

## Bassin de 25 mètres
| Temps            | Athlète           | Naissance | Âge | Nationalité        | Compétition               | Lieu            | Date             |
| ---------------- | ----------------- | --------- | --- | ------------------ | ------------------------- | --------------- | ---------------- |
| 2 min 10 s 60    | Petra Schneider   | 1963      | 19  | Allemagne de l'Est |                           | Gainesville     | 8 janvier 1982   |
| 2 min 10 s 60    | Susan Rolph       | 1978      | 18  | Royaume-Uni        | Coupe du monde            | Rostock         | 15 décembre 1996 |
| 2 min 09 s 39    | Martina Moravcova | 1976      | 22  | Slovaquie          |                           | College Station | 3 décembre 1998  |
| 2 min 08 s 55    | Martina Moravcova | 1976      | 23  | Slovaquie          | Championnats du monde     | Hong Kong       | 4 avril 1999     |
| 2 min 08 s 28    | Yana Klochkova    | 1982      | 20  | Ukraine            | Championnats d'Europe     | Riesa           | 12 décembre 2002 |
| 2 min 07 s 47    | Mireia Belmonte   | 1990      | 18  | Espagne            | Championnats du monde (f) | Manchester      | 12 avril 2008    |
| 2 min 07 s 03    | Francesca Segat   | 1983      | 25  | Italie             | Championnats d'Europe (f) | Rijeka          | 11 décembre 2008 |
| 2 min 06 s 01    | Evelyn Verraszto  | 1989      | 20  | Hongrie            | Coupe du monde (f)        | Moscou          | 6 novembre 2009  |
| 2 min 04 s 64 RM | Evelyn Verraszto  | 1989      | 20  | Hongrie            | Championnats d'Europe (f) | Istanbul        | 10 décembre 2009 |
| 2 min 04 s 39 RM | Katinka Hosszú    | 1989      | 24  | Hongrie            | Coupe du monde            | Eindhoven       | 7 août 2013      |
| 2 min 03 s 20 RM | Katinka Hosszú    | 1989      | 24  | Hongrie            | Coupe du monde (f)        | Eindhoven       | 7 août 2013      |
| 2 min 02 s 61 RM | Katinka Hosszú    | 1989      | 25  | Hongrie            | Coupe du monde (f)        | Doha            | 27 août 2014     |
| 2 min 02 s 13 RM | Katinka Hosszú    | 1989      | 25  | Hongrie            | Coupe du monde (f)        | Dubai           | 31 août 2014     |
| 2 min 01 s 86 RM | Katinka Hosszú    | 1989      | 25  | Hongrie            | Championnats du monde (f) | Doha            | 6 décembre 2014  |